# Marina Barone
Marina Barone, anche nota con lo pseudonimo Beba Barone (Sondrio, 6 aprile 1963), è una cantautrice italiana.

## Biografia
Marina Barone nasce a Sondrio il 6 aprile 1963.
Figlia d'arte, già all'età di 11 anni partecipa ai primi concorsi canori locali e posa, per brevissimo tempo, come modella per una nota casa di profumi.
All'età di 14 anni canta nell'orchestra di Tony Spada e la prima esperienza in uno studio di registrazione avviene agli inizi degli anni ottanta, incidendo due brani per un disco i cui proventi sarebbero stati destinati alle aree verdi della città di Milano: Un disco per il verde.
Con lo pseudonimo "Beba" Barone pubblica nel 1983 il suo primo 45 giri ufficiale con l'etichetta discografica indipendente milanese "Duck Record": Panama, che le consente di partecipare a numerose trasmissioni televisive delle reti Rai, tra le quali Pronto, Raffaella? e Discoring, nonché alla celebre trasmissione Il Bingoo  di Antenna Tre Lombardia. 
L'anno successivo pubblica il Qdisc Wow!!! e nel 1985 un secondo singolo dal titolo Symphony three, brano quest'ultimo di matrice dance anni ottanta.
Tra il 1986 ed il 1990, inizialmente in coppia con Gianni Panariello, e successivamente proseguendo come voce solista, darà vita al duo musicale Tukano, precursori del revival-folk e dance-medley.
I Tukano pubblicheranno una decina di album dal titolo Italian Carnaval (una sorta di piccola enciclopedia musicale dedicata ai brani che hanno fatto la storia della canzone italiana passando dai brani folk, ai motivetti radiofonici, alle canzoni di Sanremo, per giungere alle canzoni degli anni sessanta, tutte riproposte in chiave moderna con nuovi arrangiamenti in lunghi dance-medley). Gli Italian Carnaval, tutti arrangiati da Riccardo Zara (noto autore di tantissime sigle dei cartoni animati nonché ideatore del quartetto I Cavalieri del Re), otterranno un ottimo successo di vendite, tanto che a Marina verrà assegnato il disco d'oro.
Nel 1988 partecipa assieme a numerosissimi altri artisti italiani al progetto Per te Armenia, supergruppo e brano omonimo scritto da Charles Aznavour in favore della popolazione armena colpita dal rovinoso terremoto di quell'anno. Ha partecipato nello stesso anno alla kermesse Aspettando Sanremo con il brano Io ti ho incontrato.
Nel 1989 pubblica il suo primo album in veste di cantautrice Cherchez la femme. Con un brano in esso contenuto, Grazie amore, partecipa ad Aspettando Sanremo, selezione per la categoria "Emergenti" del Festival di Sanremo di quell'anno. L'artista non supera le eliminatorie e non parteciperà alla manifestazione canora sanremese. Il disco gode comunque di una buona promozione e piace molto ai discografici giapponesi della King Records che decidono di pubblicarlo in Giappone.
Nel 1991 esce il suo secondo LP in veste di cantautrice che porta il suo nome, un album dai toni decisamente introspettivi, che gli vale l'etichetta di sensibile e raffinata cantante nonché autrice. Alla realizzazione di questo album prendono parte nomi molto conosciuti come Fabrizio Berlincioni coautore di alcuni testi e Franco Fasano, e tra i musicisti Bruno Bergonzi, Paolo Baldan Bembo, Danilo Minotti e Bruno De Filippi.
A conferma del successo riscontrato nei paesi del Sol Levante, i discografici le affidano un nuovo brano dal titolo Di notte teneramente cantato in giapponese e in italiano, che diventa la sigla di uno spot televisivo per una delle più importanti catene alimentari del Giappone.
L'anno successivo, nel 1992, esce il suo terzo album Le stagioni del cuore, che per atmosfere (e per team di musicisti) poco si discosta da quello precedente del 1991.
Tra il 1992 ed il 1995 la Barone continua a scrivere soprattutto per altri artisti come Bobby Solo, Mal, i Bisonti, Enrico Musiani.
Solo nella primavera del 1996 darà alle stampe il singolo Fino a toccare il cielo che anticipa l'album che sarebbe uscito nell'ottobre del 1997, Fragili.
Fragili viene pubblicato anche in versione spagnola con il titolo Fragiles e pubblicato nella versione italiana in Belgio e Paesi Bassi dall'etichetta olandese Dino Music.
Una delle ultime apparizioni televisive di Marina risale al 1998 all'interno del Girofestival dello stesso anno, dove si esibisce cantando in spagnolo Te quiero decir, un suo brano facente appunto parte dell'album Fragiles.
Marina Barone ha inciso anche numerose cover (la maggior parte delle quali interpretate in maniera anonima o celata dietro svariati pseudonimi), inserite in numerose compilation che afferiscono al mondo della musica liscio, folk, della musica latina e leggera italiana; tra le quali alcune canzoni di Giusy Ferreri e una nuova versione del brano di Povia: I bambini fanno "ooh...".
Una delle poche cover in cui appare con il proprio nome, è un brano di Laura Pausini: Le cose che vivi, inserita nella compilation Filorossonero '07 edita dalla Duck Record.
Ha interpretato anche alcuni successi di Sanremo come: Zingara, Le colline sono in fiore, Che sarà, Nessuno mi può giudicare, uscite in un CD allegato ad un supplemento editoriale de "Il resto del Carlino".
Oggi preferisce dedicarsi all'attività manageriale, una sorta di "dietro le quinte" che le ha permesso di produrre album come, tra gli altri, quello del giovane rocker Massimo Priviero Poetika nel 2000, e di riportare sulle scene il cantautore Marco Ferradini, producendo per lui ben due dischi nel 2001 Geometrie del cuore e nel 2005 Filo Rosso.
Dal 2012 si occupa di vendita di file musicali digitali con la sua etichetta D.O.C.

## Discografia

### Discografia solista come Beba Barone

#### Album
- 1984 - Wow!!! (GreenRecord/Duck Record, GRLN005, Qdisc)

#### Singoli
- 1983 - Panama/Vale (Green Record/Duck Record, GRN62009)
- 1985 - Symphony Three (Duck Gold/Duck Record)

#### Partecipazioni
- 1982 - AAVV Addio Margherita (Bruno Agrimi presenta "Un disco per il verde") (Prestige) con i brani Quella foglia lassù e Il verde è tuo
- 1984 - AAVV Trainmix (Green Record/Duck Record, GRLN008) con il brano On the stage
- 1985 - Italian Disco Dance Italian Carnaval 2 - Sanremo Dance (Duck Gold/Duck Record, GDPK 006)

### Discografia con i Tukano

#### Album
- 1986 - Italian Carnaval 1 (Duck Gold/Duck Record)
- 1986 - Italian Carnaval 3 (Duck Gold/Duck Record)
- 1986 - Italian Carnaval 4 (Duck Gold/Duck Record)
- 1987 - Italian Carnaval 2 (Duck Gold/Duck Record)
- 1987 - Italian Carnaval 5 (Duck Gold/Duck Record)
- 1987 - Cantando l'amore (Duck Gold/Duck Record)
- 1988 - Italian Carnaval 6 (Duck Gold/Duck Record)
- 1990 - Italian Carnaval 7 (Duck Record/Emi Italiana)
- 1990 - Carnaval '90 (Duck Record/Emi Italiana)

#### Raccolte
- 1991 - Italian Carnaval Remix - il meglio (CD/MC - DUB/Duck Record)

#### Singoli
- 1990 - Loco loco (DUB/Duck Record)

### Discografia solista come Marina Barone

#### Album
- 1989 - Cherchez la femme (Duck Gold/Duck Record)
- 1991 - Marina Barone (Duck Record/Emi Italiana)
- 1992 - Le stagioni del cuore (DUB/Duck Record)
- 1997 - Fragili (DUB/Duck Record)
- 1998 - Fragiles (DUB/Duck Record) versione in spagnolo dell'album Fragili

#### Singoli
- 1989 - Grazie amore/Io ti ho incontrato (Duck Gold/Duck Record)
- 1991 - Mediterranean Pasta Diet-Di notte teneramente (King Record) pubblicato in Giappone
- 1996 - Fino a toccare il cielo (DUB/Duck Record)
- 1998 - Fragiles (DUB/Duck Record)
- 1998 - Fragili/Abbiamo ancora un cuore (Dino Music) pubblicato nei Paesi Bassi
- 1998 - Conta su di te/Dentro un film (Dino Music) pubblicato nei Paesi Bassi

#### Partecipazioni
- 1994 - Mal Via con te (Duck Record) duetto nel brano in Ai margini della tua vita, per lo stesso album Marina Barone scrive anche due brani Abbiamo sbagliato tutto e Napoli ingrata
- 1995 – AA.VV. Sweet Italian Songs (Duck Record) con il brano Si vivrà con Mal, Valerio Liboni e Dino
- 1995 – Enrique Del Pozo M+M= Milano Madrid (Duck Record) duetto nel brano Mani, anche in lingua spagnola
- 1996 - AA.VV. Un Natale italiano (Duck Record) con i brani Bianco Natale e Pensieri di Natale
- 1999 – Wess I miei giorni felici (Duck Record) duetto nei brani Un corpo e un’anima e Voglio stare con te
- 2001 – AA.VV. Tropicolatino (Duck Record) con il brano Atlantide in lingua spagnola duetto con Marcelo Britto
- 2005 – AA.VV. La voce della solidarietà (La voce delle donne) con il brano I bambini di Napoli